# Sarah Biffin
Sarah Biffin (25. října 1784 East Quantoxhead – 2. října 1850 Liverpool), známá také jako Sarah Biffen, Sarah Beffin nebo pod svým manželským jménem paní E. M. Wright, byla anglická malířka, která se narodila bez rukou a s nevyvinutýma nohama. Narodila se v roce 1784 v Somersetu a navzdory svému postižení se naučila číst a psát a malovat ústy. Vyučila se u muže jménem Emmanuel Dukes, který ji vystavoval jako atrakci po celé Anglii. Na Bartolomějském veletrhu v roce 1808 si jí všiml George Douglas, hrabě z Mortonu, který ji dále sponzoroval, aby dostávala lekce od malíře Královské akademie umění Williama Craiga. Královská společnost umění jí v roce 1821 udělila medaili za historickou miniaturu a Královská akademie přijala její obrazy. Královská rodina ji pověřila, aby namalovala jejich miniaturní portréty. Když v roce 1827 zemřel hrabě Morton, zůstala Sarah bez šlechtického sponzora a dostala se do finančních potíží. Královna Viktorie jí udělila penzi a Sarah odešla žit poklidný život v Liverpoolu. Zemřela 2. října 1850 ve věku 66 let. 

## Životopis
Sarah Biffin se narodila 25. října 1784 v East Quantoxhead v Somersetu svému otci Henrymu Biffinovi, ševci, a jeho ženě Sarah. Narodila se bez rukou a s nevyvinutýma nohama v důsledku vrozené choroby fokomelie a vyrostla do výšky necelého metru. Sarah žila s rodiči a čtyřmi sourozenci ve farmářském domku nedaleko obce East Quantoxhead. Naučila se číst a později navzdory svému postižení dokázala psát ústy.
Když jí bylo asi 13 let, rodina ji dala do učení k muži jménem Emmanuel Dukes, který ji vystavoval na jarmarcích a panoptikách po celé Anglii. Dukes ji prodával jako „Osmý div“, který uměl psát a šít ústy. Někdy v té době se naučila malovat držením štětce v ústech. V tomto období pořádala výstavy, prodávala své obrazy a autogramy a vybírala vstupné, aby ji ostatní mohli vidět šít, malovat a kreslit. Kreslila krajiny nebo malovala portrétní miniatury na slonovině, přičemž současníci její dovednosti chválili. Její miniatury se prodávaly za tři guineje za kus, nicméně Sarah mohla v době svého působení u Dukese dostávat jen 5 liber ročně.

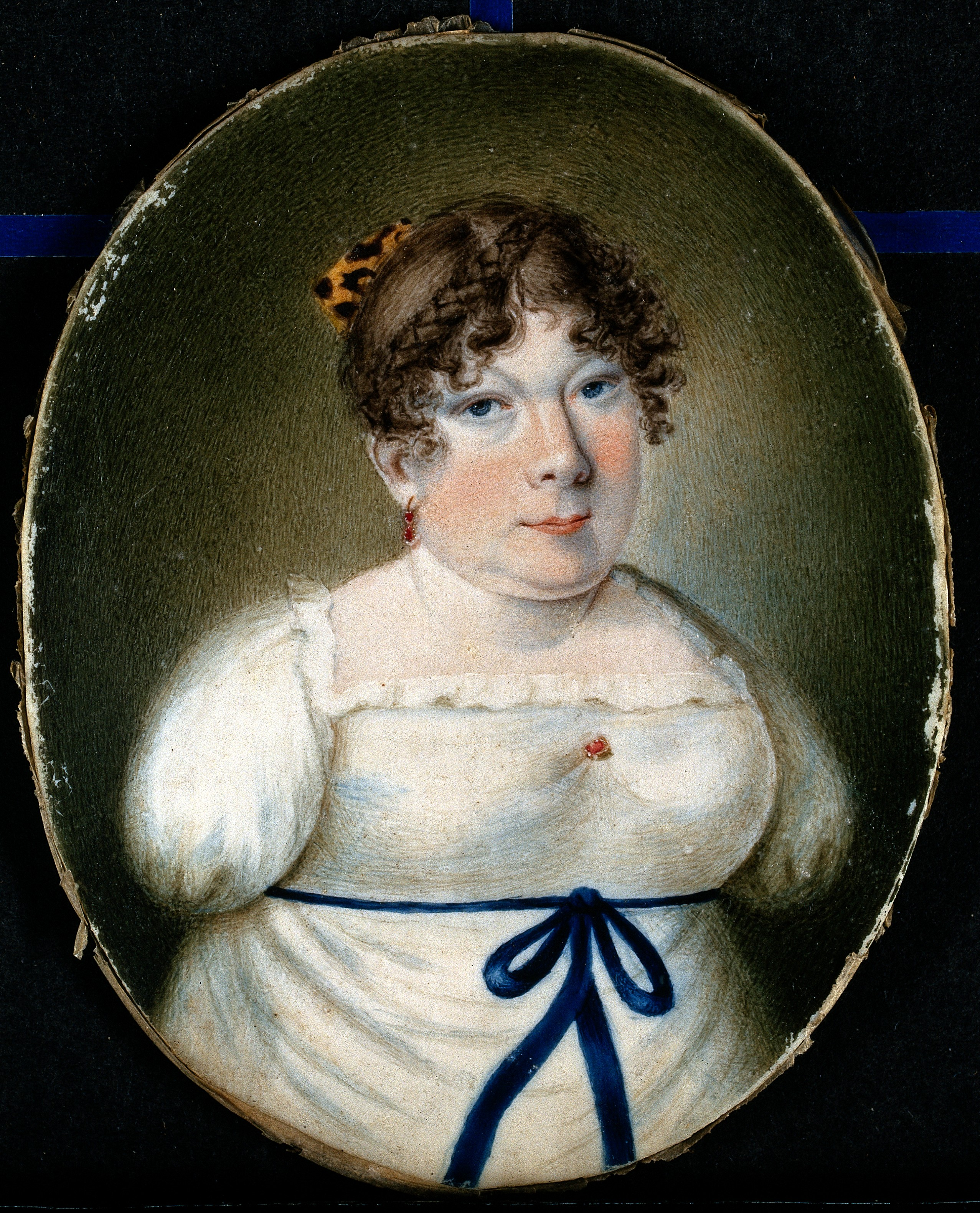
Autoportrét

Sarah Biffin se v roce 1808 zúčastnila Bartolomějského veletrhu, kde byla vyobrazena jako mořská panna na boku výstavního vozu. George Douglas, hrabě Morton, se chtěl přesvědčit, zda Sarah skutečně umí malovat bez pomoci. Několikrát u ní seděl a vzal si s sebou nedokončenou miniaturu, aby ji nikdo jiný nemohl změnit. Když se přesvědčil, sponzoroval ji, aby dostávala lekce od malíře Královské akademie umění Williama Craiga a získala přízeň Jiřího III. Později malovala pro Jiřího IV., Viléma IV. a královnu Viktorii.
Někdy po roce 1817 Sarah opustila své učňovství u Dukese a pod sponzorským dohledem hraběte z Mortonu si otevřela ateliér na londýnském Strandu. V roce 1821 jí Society of Arts udělila medaili za historickou miniaturu, Královská akademie přijala její obrazy a s hrabětem z Mortonu odcestovala do Bruselu, kde získala zakázky od královského dvora. Spisovatel Charles Dickens se o ní zmínil v románech Nicholas Nickleby, Martin Chuzzlewit a Malá Dorritka a v „A Plated Article“, když popisoval keramické figurky zkažené při vypalování.
Hrabě Morton zemřel v roce 1827. Bez podpory šlechtického sponzora se Sarah dostala do finančních potíží, když její manažer spotřeboval většinu jejích peněz. Královna Viktorie jí přiznala penzi z civilního seznamu a Sarah odešla do ústraní v Liverpoolu. Dne 6. září 1824 se provdala za Williama Stephena Wrighta a později se pokusila obnovit svůj úspěch pod jménem paní Wright. Tento pokus nebyl úspěšný, ale její příznivci, mezi nimiž byl i obchodník Richard Rathbone, uspořádali veřejnou sbírku, aby jí finančně podpořili v jejích posledních letech.
Sarah Biffin zemřela 2. října 1850 ve věku 66 let. Je pohřbena na hřbitově St James Cemetery v Liverpoolu.

## Odkaz

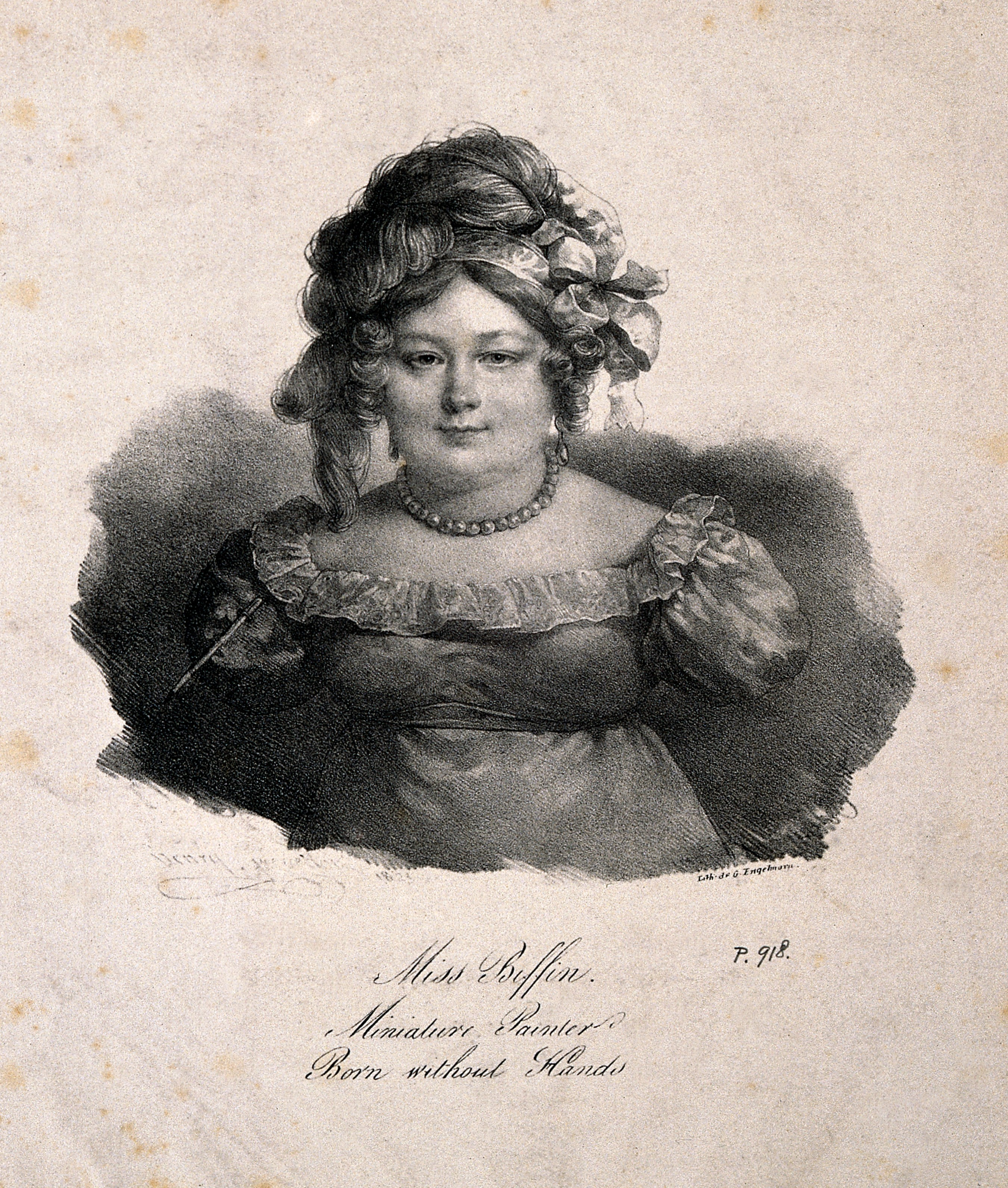
Sarah Biffin na litografii od G. Engelmanna

Podle knihy Mouth and Foot Painting Artists (v překladu: Umělci malující rukama a nohama) byla Sarah Biffin první zaznamenanou britskou malířkou malujícím ústy. Autoportrét vyrytý Robertem Williamem Sievierem vydaný v Londýně v červnu 1821 byl prodán v Sotheby's v roce 1986 a znovu v Sotheby's 5. prosince 2019. Jednalo se o prodej sbírky zesnulé Dr. Eriky Pohl-Ströher. Aukční odhad činil 800–1200 liber, ale konečná prodejní cena byla 137 500 liber.
V roce 2022 se v galeriích Philip Mould & Company v Londýně konala první výstava díla Sarah Biffin za 100 let Without Hands: the Art of Sarah Biffin.
V únoru 2024 přineslo zpravodajství BBC zprávu, že Somersetské muzeum v Tauntonu, které vlastní rozsáhlou sbírku děl Sarah Biffin, získalo autorčin autoportrét. Její akvarel datovaný kolem roku 1812 se nachází ve sbírce Welcome Collection na nádraží Euston v Londýně. Další díla se nacházejí v Národní portrétní galerii v Londýně.